# Epoxyazadiradione
Epoxyazadiradione is een organische verbinding die wordt ingedeeld bij de meliacinen en als dusdanig bij de triterpenoïden. De stof komt voor in olie die gewonnen wordt uit zaden van bomen uit de Mahoniefamilie, waaronder de neem en de krappa. 
Werking van epoxyazadiradione is aangetoond tegen malaria en tegen de larven van de denguemug en van Culex quinquefasciatus. In combinatie met andere tetranortriterpenoïden heeft de stof tevens een werking tegen schimmels. Epoxyazadiradione heeft toxische eigenschappen.